# Finnország a 2024. évi nyári olimpiai játékokon
Finnország a franciaországi Párizsban megrendezett 2024. évi nyári olimpiai játékok egyik részt vevő nemzete volt. Az országot az olimpián 13 sportágban 57 sportoló képviselte, akik érmet nem szereztek.

## Birkózás
Férfi
Kötöttfogású
| Versenyző       | Versenyszám | Nyolcaddöntő               | Negyeddöntő                 | Elődöntő          | Vigaszág elődöntő | Bronz- mérkőzés   | Döntő             | Helyezés |
| Versenyző       | Versenyszám | Ellenfél Eredmény          | Ellenfél Eredmény           | Ellenfél Eredmény | Ellenfél Eredmény | Ellenfél Eredmény | Ellenfél Eredmény | Helyezés |
| --------------- | ----------- | -------------------------- | --------------------------- | ----------------- | ----------------- | ----------------- | ----------------- | -------- |
| Jonni Sarkkinen | 77 kg       | Malkhas Amoyan (ARM) · 0–8 | kiesett                     | kiesett           | kiesett           | kiesett           | kiesett           | 13.      |
| Arvi Savolainen | 97 kg       | Fadi Rouabah (ALG) · 4–0   | Gabriel Rosillo (CUB) · 2–5 | kiesett           | kiesett           | kiesett           | kiesett           | 8.       |

## Cselgáncs
Férfi
| Versenyző          | Versenyszám | 32-es főtábla                        | Nyolcaddöntő                        | Negyeddöntő       | Elődöntő          | Vigaszág elődöntő | Bronz- mérkőzés   | Döntő             | Helyezés |
| Versenyző          | Versenyszám | Ellenfél Eredmény                    | Ellenfél Eredmény                   | Ellenfél Eredmény | Ellenfél Eredmény | Ellenfél Eredmény | Ellenfél Eredmény | Ellenfél Eredmény | Helyezés |
| ------------------ | ----------- | ------------------------------------ | ----------------------------------- | ----------------- | ----------------- | ----------------- | ----------------- | ----------------- | -------- |
| Luukas Saha        | Harmatsúly  | Muhammed Demirel (TUR) · 01(0)–00(2) | Denis Vieru (MDA) · 00(2)–01(1)     | kiesett           | kiesett           | kiesett           | kiesett           | kiesett           | 9.       |
| Martti Puumalainen | Nehézsúly   | erőnyerő                             | Ushangi Kokauri (AZE) · 00(1)–10(0) | kiesett           | kiesett           | kiesett           | kiesett           | kiesett           | 9.       |

## Golf
| Versenyző        | Versenyszám  | 1. forduló | 1. forduló | 2. forduló | 2. forduló | 3. forduló | 3. forduló | 4. forduló   | 4. forduló   | Összesen     | Összesen     | Összesen    |
| Versenyző        | Versenyszám  | Pont       | Par        | Pont       | Par        | Pont       | Par        | Pont         | Par          | Pontszám     | Par          | Helyezés    |
| ---------------- | ------------ | ---------- | ---------- | ---------- | ---------- | ---------- | ---------- | ------------ | ------------ | ------------ | ------------ | ----------- |
| Tapio Pulkkanen  | Férfi egyéni | 69         | −2         | 72         | +1         | 71         | 0          | 70           | −1           | 282          | −2           | =35.        |
| Sami Välimäki    | Férfi egyéni | 67         | −4         | 71         | 0          | 72         | +1         | 75           | +4           | 285          | +1           | =45.        |
| Noora Komulainen | Női egyéni   | 84         | +12        | 82         | +10        | 78         | +6         | visszalépett | visszalépett | visszalépett | visszalépett | helyezetlen |
| Ursula Wikström  | Női egyéni   | 82         | +10        | 72         | 0          | 81         | +9         | 72           | 0            | 307          | +19          | 57.         |

## Gördeszka
Női
| Versenyző    | Versenyszám | Selejtező | Selejtező | Döntő | Döntő | Helyezés |
| Versenyző    | Versenyszám | Pont      | Hely.     | Pont  | Hely. | Helyezés |
| ------------ | ----------- | --------- | --------- | ----- | ----- | -------- |
| Heili Sirviö | Egyéni park | 83,42     | 5.        | 88,89 | 5.    | 5.       |

## Íjászat
Férfi
| Versenyző       | Versenyszám | Selejtező | Selejtező | 64-es főtábla                                  | 32-es főtábla     | Nyolcaddöntő      | Negyeddöntő       | Elődöntő          | Döntő             | Helyezés |
| Versenyző       | Versenyszám | Pont      | Kiemelés  | Ellenfél Eredmény                              | Ellenfél Eredmény | Ellenfél Eredmény | Ellenfél Eredmény | Ellenfél Eredmény | Ellenfél Eredmény | Helyezés |
| --------------- | ----------- | --------- | --------- | ---------------------------------------------- | ----------------- | ----------------- | ----------------- | ----------------- | ----------------- | -------- |
| Antti Tekoniemi | Egyéni      | 656       | 41.       | Taj Jü-hszüan (Tai Yu-hsuan) (TPE) (24.) · 0–6 | kiesett           | kiesett           | kiesett           | kiesett           | kiesett           | 33.      |

## Kerékpározás

### Hegyi-kerékpározás
| Versenyző    | Versenyszám        | Idő           | Helyezés      |
| ------------ | ------------------ | ------------- | ------------- |
| Joni Savaste | Férfi terepverseny | nem ért célba | nem ért célba |

### Országúti kerékpározás
Női
| Versenyző        | Versenyszám   | Idő                 | Helyezés |
| ---------------- | ------------- | ------------------- | -------- |
| Anniina Ahtosalo | Mezőnyverseny | 4:07:04 (+7:41)     | 37.      |
| Anniina Ahtosalo | Időfutam      | 45:05,18 (+5:26,94) | 30.      |

## Lovaglás
Díjlovaglás
Lovastusa

## Ökölvívás
Női
| Versenyző       | Versenyszám | Selejtező                 | Nyolcaddöntő                | Negyeddöntő                    | Elődöntő          | Döntő             | Helyezés |
| Versenyző       | Versenyszám | Ellenfél Eredmény         | Ellenfél Eredmény           | Ellenfél Eredmény              | Ellenfél Eredmény | Ellenfél Eredmény | Helyezés |
| --------------- | ----------- | ------------------------- | --------------------------- | ------------------------------ | ----------------- | ----------------- | -------- |
| Pihla Kaivo-oja | Légsúly     | Margret Tembo (ZAM) · 5–0 | Jennifer Lozano (USA) · 5–0 | Buse Naz Çakıroğlu (TUR) · 0–5 | kiesett           | kiesett           | 5.       |

## Sportlövészet
Férfi
| Versenyző       | Versenyszám           | Selejtező | Selejtező | Döntő   | Döntő    |
| Versenyző       | Versenyszám           | Pont      | Helyezés  | Pont    | Helyezés |
| --------------- | --------------------- | --------- | --------- | ------- | -------- |
| Aleksi Leppä    | Légpuska              | 627,8     | 22.       | kiesett | kiesett  |
| Aleksi Leppä    | Sportpuska, összetett | 586       | 24.       | kiesett | kiesett  |
| Eetu Kallioinen | Skeet                 | 117       | 20.       | kiesett | kiesett  |

Női
| Versenyző        | Versenyszám | Selejtező | Selejtező | Döntő   | Döntő    |
| Versenyző        | Versenyszám | Pont      | Helyezés  | Pont    | Helyezés |
| ---------------- | ----------- | --------- | --------- | ------- | -------- |
| Noora Antikainen | Trap        | 107       | 30.       | kiesett | kiesett  |

## Tollaslabda
| Versenyző      | Versenyszám | Csoportkör                                                                                 | Csoportkör | Nyolcaddöntő      | Negyeddöntő       | Elődöntő          | Bronz- mérkőzés   | Döntő             | Helyezés |
| Versenyző      | Versenyszám | Ellenfél Eredmény                                                                          | Hely.      | Ellenfél Eredmény | Ellenfél Eredmény | Ellenfél Eredmény | Ellenfél Eredmény | Ellenfél Eredmény | Helyezés |
| -------------- | ----------- | ------------------------------------------------------------------------------------------ | ---------- | ----------------- | ----------------- | ----------------- | ----------------- | ----------------- | -------- |
| Kalle Koljonen | Férfi egyes | C csoport · Julien Paul (MRI) · 21–9, 21–10 · Kunlavut Vitidsarn (THA) · 4–21, 0–8 feladta | -          | kiesett           | kiesett           | kiesett           | kiesett           | kiesett           | 38.      |

## Úszás
Férfi
| Versenyző      | Versenyszám | Előfutam | Előfutam | Előfutam | Elődöntő | Elődöntő | Elődöntő | Döntő   | Döntő    |
| Versenyző      | Versenyszám | Idő      | Hely.    | Össz.    | Idő      | Hely.    | Össz.    | Idő     | Helyezés |
| -------------- | ----------- | -------- | -------- | -------- | -------- | -------- | -------- | ------- | -------- |
| Matti Mattsson | 200 m mell  | 2:11,18  | 5.       | 18.      | kiesett  | kiesett  | kiesett  | kiesett | kiesett  |

Női
| Versenyző  | Versenyszám | Előfutam | Előfutam | Előfutam | Elődöntő | Elődöntő | Elődöntő | Döntő   | Döntő    |
| Versenyző  | Versenyszám | Idő      | Hely.    | Össz.    | Idő      | Hely.    | Össz.    | Idő     | Helyezés |
| ---------- | ----------- | -------- | -------- | -------- | -------- | -------- | -------- | ------- | -------- |
| Ida Hulkko | 100 m mell  | 1:08,73  | 2.       | 26.      | kiesett  | kiesett  | kiesett  | kiesett | kiesett  |